# Heinrich Kemke
Karl Heinrich Kemke (* 2. August 1864 in Siewken, Kreis Angerburg; † 29. August 1941 in Berlin-Spandau) war ein deutscher Buchhändler, Prähistoriker und Kustos am Prussia-Museum.

## Leben
Heinrich Kemke war ein Sohn des Kaufmanns Johann Eduard Kemke und jüngerer Bruder des Altphilologen Johannes Kemke. Nach dem Besuch des Gymnasiums in Königsberg durchlief er eine Lehre zum Buchhändler und war in Buchhandlungen, zuerst vor Ort bei Koch & Reimer und dann in Berlin, angestellt. In Berlin war er mit Heinrich Eigentümer eines Verlags und lernte Rosa Faltin kennen. Nach dem Konkurs des Verlags Heinrich & Kemke in Berlin kam er nach Königsberg zurück und wohnte bei seiner Mutter bis zu deren Tod im Jahr 1917.
Im Jahr 1893 begann er mit archäologisch-prähistorischen Forschungen, beschäftigte sich mit der westbaltischen Hügelgräberkultur und wurde ein Mitglied der Physikalisch-ökonomischen Gesellschaft zu Königsberg. Im Jahr 1894 und veröffentlichte er erste Monografie Bericht über Ausgrabungen in Scharnick bei Seeburg über die archäologischen Ausgrabungen in Scharnigk (heute Żardeniki bei Jeziorany). Anschließend nahm er an den Ausgrabungen in Oberhof (heute Aukštkiemiai bei Klaipėda) und am Gräberfeld bei Bartlickshof im Kreis Lötzen teil. Er war langjähriger Bibliothekar der Altertumsgesellschaft Prussia. Nach 1900 wurde er Kustos am Prussia-Museum. Im Jahr 1902 gab er posthum das Werk Ostpreußische Altertümer aus der Zeit der großen Gräberfelder nach Christi Geburt von Otto Tischler (1843–1891) heraus. Kemke verfasste Schriften über die ostbaltischen Altertümer, die Hügelgräber im Samland sowie im Jahr 1926 einen biografischen Beitrag über das langjährige Mitglied der Gesellschaft Karl Stadie (1847–1924).
Heinrich Kemke leistete einen wesentlichen Beitrag bei der Ausarbeitung und Gestaltung des Preußischen Ausgrabungsgesetzes vom 26. März 1914.
Während einer Kur in Rauschen begegnete er Rosa Faltin, die er in Berlin kennengelernt hatte. Sie heirateten im Jahr 1920 und zogen 1934 nach Berlin um. Nach dem Tod von Rosa im Jahr 1935 lebte er im Johannesstift in Berlin-Spandau.

## Schriften (Auswahl)
- Bericht über Ausgrabungen in Scharnick bei Seeburg. 1894.
- Das Bronzeschwert von Atkamp. In: Sitzungsberichte der Physikalisch-Ökonomischen Gesellschaft zu Königsberg i. Pr. Nr. 36, 1895.
- Der Silberfund von Marienhof. 1898.
- Ein Beitrag zur Chronologie der ostpreußischen Gräberfelder mit Berücksichtigung der Nachbargebiete. 1899.
- Das Gräberfeld von Bartlickshof. 1900.
- Die Bedeutung der ostbaltischen Altertümer fur die Vorgeschichte der Provinz Ostpreußen. 1900.
- Fundverzeichnis zu Tafeln 7–15 der 1. (ostpreußischen) Section des Photographischen Albums der Berliner Anthropologischen Ausstellung vom Jahre 1880. In:  Materialien des Ostpreußischen Provinzial-Museums der Königlichen Physikalisch-Ökonomischen Gesellschaft, Königsberg 1901.
- (als Hrsg.): Otto Tischler: Ostpreußische Altertümer aus der Zeit der großen Gräberfelder nach Christi Geburt. Physikalisch-ökonomische Gesellschaft zu Königsberg, Königsberg 1902. (Online)
- Katalog des Prussia-Museums. Teil I, 1906.
- Hügelgräber bei Sorgenau, Kr. Fischhausen. In: Sitzungsberichte der Alterstumgesellschaft Prussia, Bd. 22, 1909, 296–303.
- Hügelgräber im nordwestlichen Samland. In: Sitzungsberichte der Alterstumgesellschaft Prussia, Bd. 22, 1909.
- Hügelgräber im Warnicker Forst, Kr. Fischhausen. In: Sitzungsberichte der Alterstumgesellschaft Prussia, Bd. 22, 1909, S. 386–398.
- Hügelgrab II bei Klycken, Kr. Fischhausen. In: Sitzungsberichte der Alterstumgesellschaft Prussia, Bd. 22, 1909, S. 399–404.
- Hügelgrab von Streitberg bei Klein Dirschken, Kr. Fischhausen. In: Sitzungsberichte der Alterstumgesellschaft Prussia, Bd. 22, 1909, S. 412–413.
- Kritische Betrachtungen über Tischlers Methode der ostpreußischen Gräberfelderzeit. In: Sitzungsberichte der Alterstumgesellschaft Prussia, Bd. 23, 1914, S. 1–57.
- Der Depotfund von Frauenburg. II. In: Sitzungsberichte der Alterstumgesellschaft Prussia, Bd. 23, 1914, S. 71–79.
- Zur Erinnerung an General Stadie. In: Prussia. Zeitschrift der Altertumsgesellschaft Prussia 26 (1926), S. 7–11.